# المقاطعة الجنوبية (هونغ كونغ)

موقع المقاطعة الجنوبية في هونغ كونغ.

المقاطعة الجنوبية هي واحدة من 18 مقاطعة إدارية في هونغ كونغ. وهي تقع في الجزء الجنوبي من جزيرة هونغ كونغ.كان عدد سكانها 290.240 نسمة في عام 2001.

## الجغرافيا
تواجه المقاطعة الجنوبية بحر الصين الجنوبي في الجنوب، وسلسلة من التلال وخزانات المياه التي تعتبر حدائق وطنية في الشمال. النصف الشرقي من المنطقة هو منطقة شبه ريفية، مع بعض من أشهر الشواطئ في هونغ كونغ. أما النصف الغربي فهي منطقة سكنية وصناعية.

## وصلات خارجية
- مجلس المقاطعة الجنوبية